# John Bowring
John Bowring, född 17 oktober 1792 i Exeter, död 23 november 1872 i Claremont utanför Exeter, var en engelsk statsman och nationalekonom. Han var Hongkongs fjärde guvernör.
Bowring företog i sin ungdom vidsträckta resor, under vilka han gjorde sig förtrogen med åtskilliga länders litteratur och språk samt industriella och kommersiella förhållanden. 1828 offentliggjorde han i Morning herald en högst märklig serie brev om den finansiella ställningen i Nederländerna. Fastän han var motståndare till sin regerings politik, sändes han i många offentliga beskickningar till främmande land för att undersöka handelns tillstånd. Såsom ledamot av underhuset, i vilket han invaldes 1834, tog han en verksam del i striden om spannmålslagarna. Åt 1848 trädde han ut ur representationen, då han ansåg frihandelsprincipernas seger då skulle vara tryggad.
Samma år utnämndes han till konsul i Kanton och 1854 till guvernör över Hongkong och uppsyningsman över den brittiska handeln i Kina. År 1856 lät han utan föregående krigsförklaring bombardera Kanton som vedergällning för en påstådd skymf mot den brittiska flaggan, vilket ledde till det andra opiumkriget. Han avgick som guvernör 1859. År 1861 underhandlade han å den engelska regeringens vägnar om ett handelsfördrag med Italien.
Under sina resor gjorde Browning omfattande samlingar av folkvisor (även svenska), vilka han översatte till engelska. Han är dessutom författare till de reseskildringarna Visit to the Philippine islands (1859) och Kingdom and people of Siam (1857). Tillsammans med Jeremy Bentham upprättade han 1824 tidskriften Westminster review, vilken han redigerade 1825–1830.